# Ordine della Casata d'Orange
L'Ordine della Casata d'Orange (in olandese Huisorde van Oranje), è un ordine dinastico della casa d'Orange che nei Paesi Bassi si perpetua alla reggenza del trono attraverso il ramo degli Orange-Nassau. L'Ordine venne fondato nel 1905 dalla Regina Guglielmina dei Paesi Bassi e non è soggetto ad influenza ministeriale, ma viene ancora oggi concesso ad esclusiva discrezione del solo monarca olandese.

## Storia
Nel 1905, la regina Guglielmina sentì il bisogno di creare un nuovo ordine specifico per la casa regnante olandese in quanto l'Ordine della Corona di Quercia del Granducato del Lussemburgo, usato da suo padre e da suo nonno per ricompensare anche i valorosi e meritevoli olandesi, non poteva più essere da lei utilizzato in quanto essa aveva dovuto costituzionalmente rinunciare anche alla reggenza del Lussemburgo in quanto in quel paese vige la legge salica che impedisce alle donne di salire al trono e, come tali, di mantenere la reggenza degli ordini dinastici o statali lussemburghesi.
L'ordine disponeva di una serie di ben 18 classi di benemerenza così ripartite:
- Cavaliere di Gran Croce
- Grand'Ufficiale
- Medaglia d'Oro per le arti e per le scienze (equiparata a Grand'Ufficiale, molto rara)
- Medaglia d'Oro per l'iniziativa economica ed industriale (dal 1917 equiparata a Grand'Ufficiale, rara)
- Commendatore
- Ufficiale
- Medaglia d'Argento per le arti e per le scienze (equiparata a Ufficiale, molto rara)
- Medaglia d'Argento per l'iniziativa economica ed industriale (dal 1917 equiparata a Ufficiale, rara)
- Cavaliere
- Medaglia di Bronzo per le arti e per le scienze (equiparata a Cavaliere, rara)
- Cavaliere di II Classe (da 1908)
- Dama d'Onore
- Croce d'Oro al Merito
- Croce d'Argento al Merito
- Medaglia d'Onore d'Oro
- Medaglia d'Onore d'Argento
- Medaglia d'Onore di Bronzo
- Medaglia per il salvataggio di una vita in pericolo (dal 1910)

| Nastri                                              |                            |                                                          |                                             |                                                              |                                                 |
| Medaglia per il salvataggio di una vita in pericolo | Medaglia d'Onore di Bronzo | Medaglia d'Onore d'Argento                               | Medaglia d'Onore d'Oro                      | Croce d'Argento al Merito                                    | Croce d'Oro al Merito                           |
| Dama d'Onore                                        | Cavaliere di II Classe     | Medaglia di Bronzo per le arti e per le scienze          | Cavaliere                                   | Medaglia d'Argento per l'iniziativa economica ed industriale | Medaglia d'Argento per le arti e per le scienze |
| Ufficiale                                           | Commendatore               | Medaglia d'Oro per l'iniziativa economica ed industriale | Medaglia d'Oro per le arti e per le scienze | Grand'Ufficiale                                              | Cavaliere di Gran Croce                         |

## Insegna
L'insegna consisteva essenzialmente in una croce latina stondata e smaltata di rosso, attorniata da una corona d'alloro con al centro un medaglione dorato riportante le insegne della casa d'Orange (un corno da caccia blu con laccio rosso).
Il nastro, color arancio, è un chiaro richiamo non solo ai Paesi Bassi, ma propria al cognome "Orange" della famiglia reggente.

## L'Ordine oggi
Nel 1960 la regina Giuliana dei Paesi Bassi predispose una riforma totale dell'Ordine, con l'intento di semplificarne anche le classi di merito che vennero divise in tre:
1. Cavaliere di Gran Croce
2. Gran Croce d'Onore
3. Croce d'Onore

L'Ordine viene ancora oggi concesso unicamente su proposta del reggente e un insignito può essere promosso al grado superiore solo dopo un periodo di tre anni di permanenza nell'Ordine.